# Hidroeléctrica Española
Hidroeléctrica Española, S.L. (IBEX 35:HID), también conocida por su contracción Hidrola o por sus siglas HE fue una empresa española, dedicada a la generación y distribución de energía eléctrica, fundada en Madrid en 1907. En los años 1960 fue la empresa española líder en el sector de la electricidad, y en 1992 se fusionó, a través de una OPA, con Iberduero para dar lugar a Iberdrola, una de las cinco compañías mundiales más importantes del sector.

## Fundación
La fundación de Hidroeléctrica Española (Hidrola) está ligada a la compañía Hidroeléctrica Ibérica (HI), fundada en 1901 por Juan Urrutia Zulueta con capital aportado por el Banco de Vizcaya. La entidad vizcaína aportó también los fondos para la fundación, el 13 de mayo de 1907 en Madrid, de la Sociedad Hidroeléctrica Española, S.L., a cargo del propio Urrutia y Lucas de Urquijo Urrutia, que sería su primer presidente. El 44% del accionariado de la nueva empresa pertenecía a Hidroeléctrica Ibérica. El capital inicial fue de 12 millones de pesetas.
En esa época se fundaron un importante número de sociedades del sector energético, que alcanzaron gran proyección debido al desarrollo e implementación de la energía eléctrica en España. En un primer momento, el objetivo de la compañía fue el suministro de electricidad a Madrid, ampliándose posteriormente hacia el litoral levantino. Precisamente su primera gran inversión fue el Embalse del Molinar, en Villa de Ves, en la cuenca del río Júcar, que entró en funcionamiento en 1910. Después se amplió el campo de acción a la Cornisa Cantábrica y la zona de Barcelona.

## Expansión

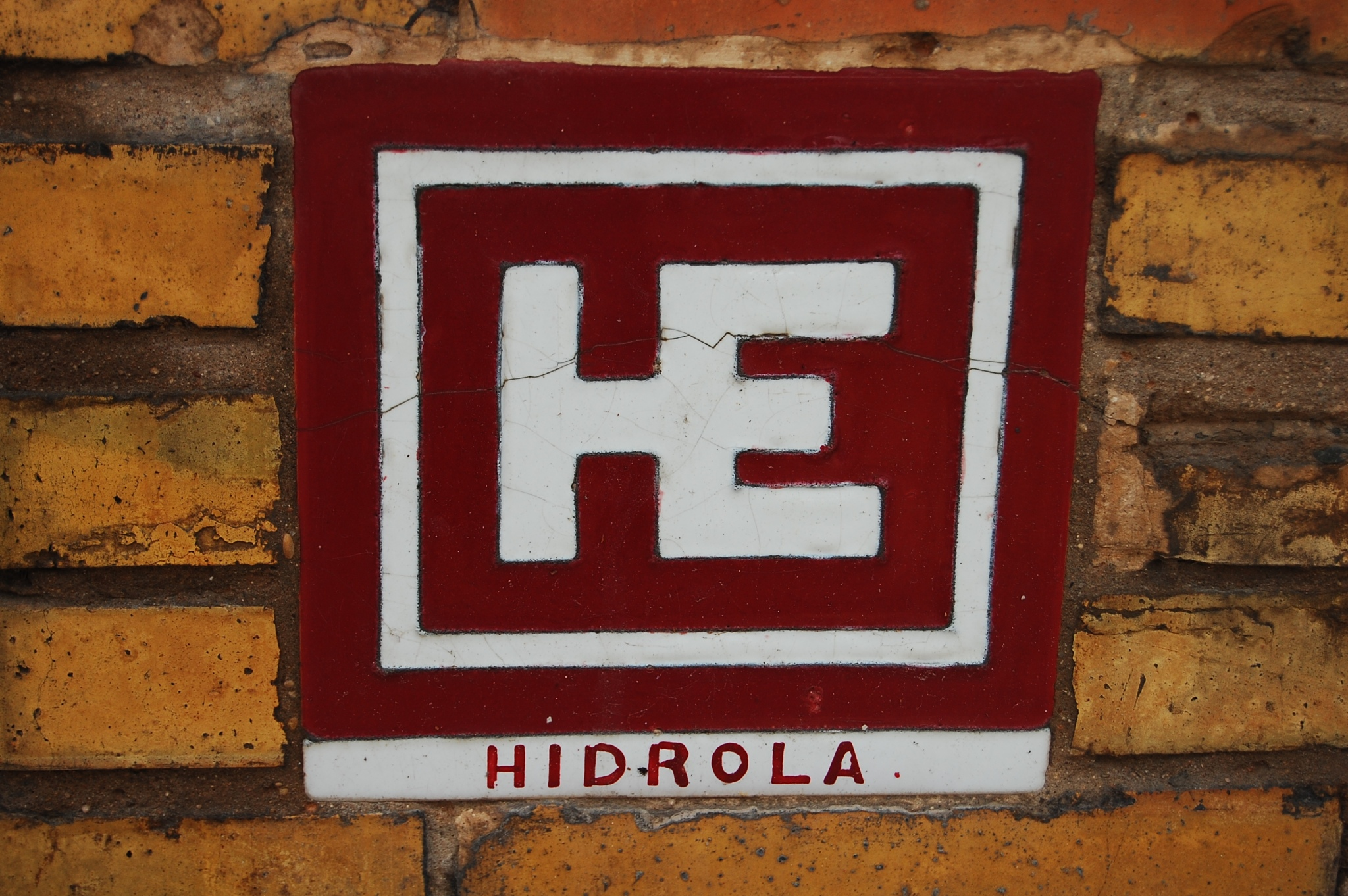
El logo de Hidroeléctrica Española sobre una pared en una antigua instalación de la compañía.

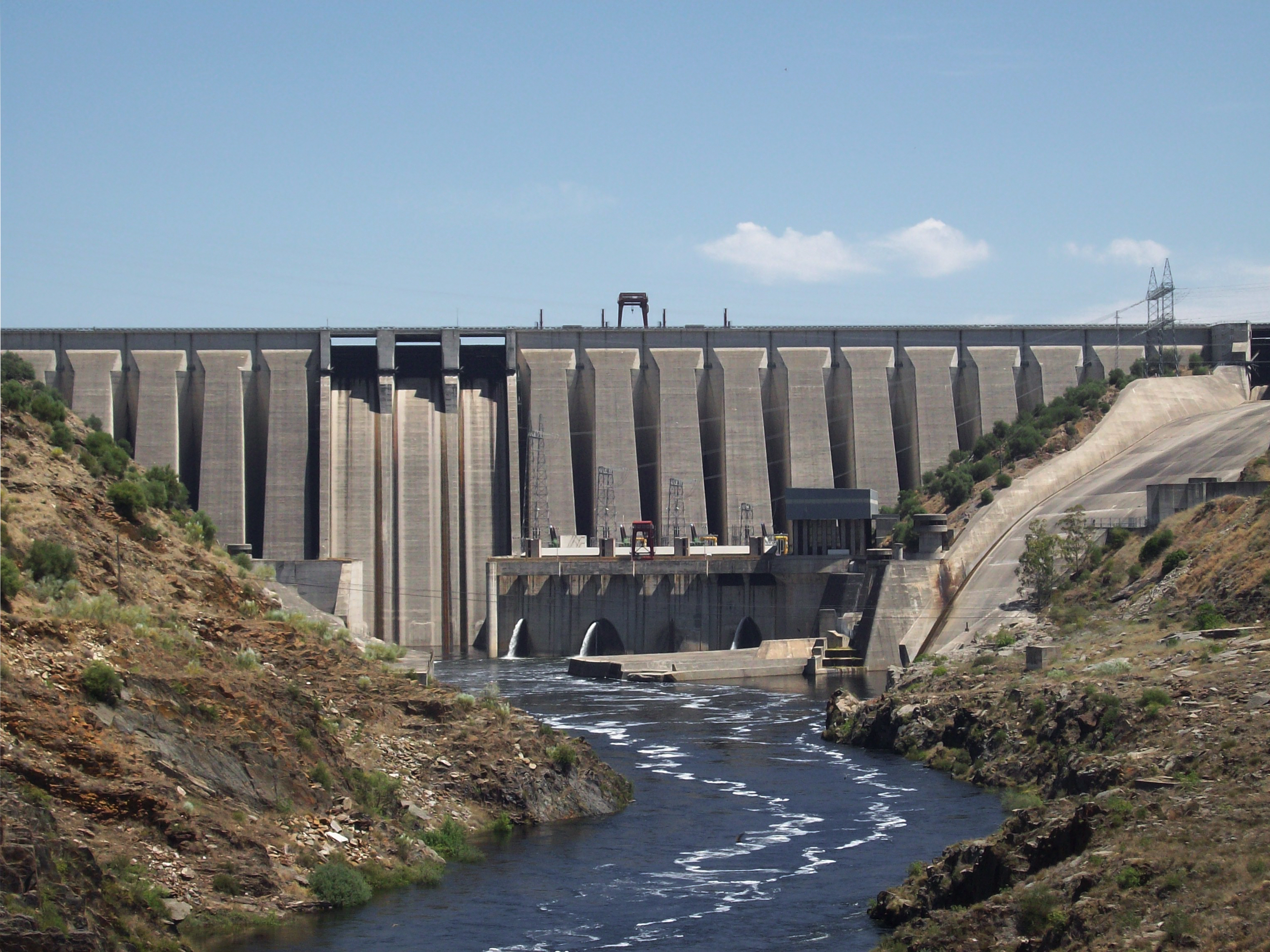
Central hidroeléctrica de Alcántara, en Alcántara (1969), una de las instalaciones hidroeléctricas de la sociedad.

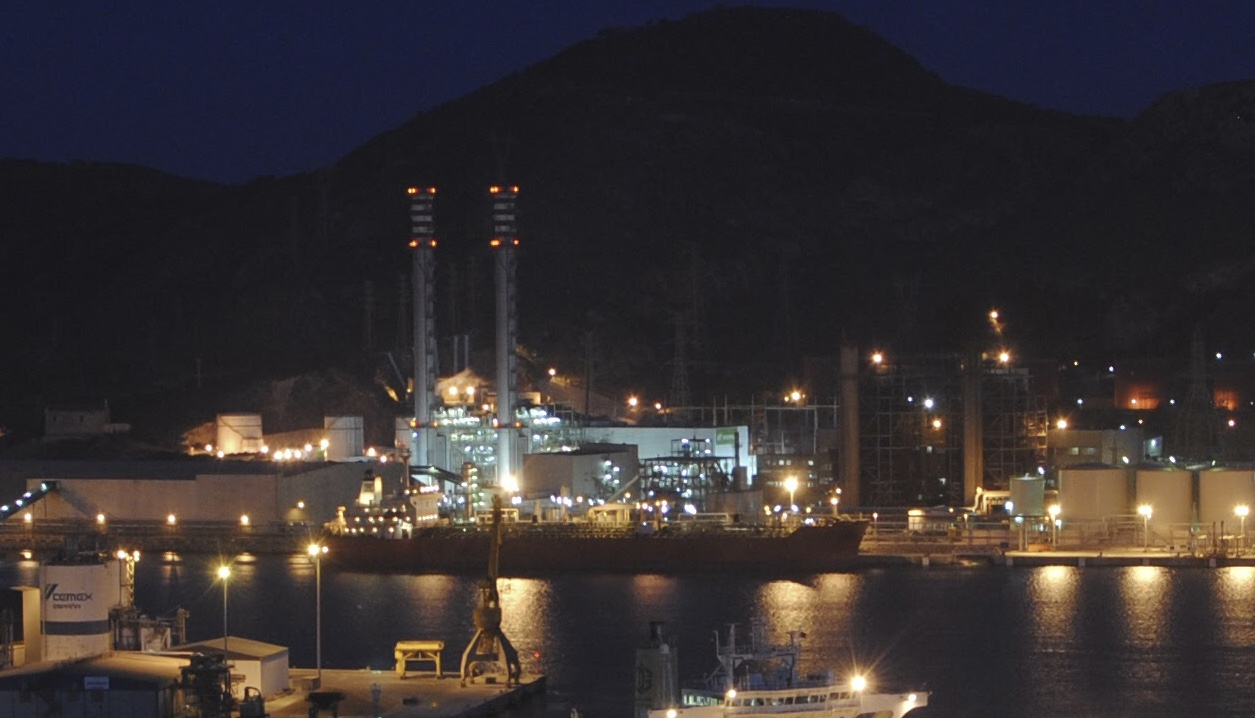
A la derecha se puede apreciar la central térmica de Escombreras construida por HE en Cartagena, demolida en 2013. La instalación de la izquierda es el ciclo combinado de Iberdrola.

En 1917, y según su activo neto, Hidrola se había convertido en la cuarta empresa del sector, por detrás de Riegos y Fuerzas del Ebro, Energía Eléctrica de Cataluña y Unión Eléctrica Madrileña. En 1935, fue la segunda empresa nacional en producción, con 457 989 MWh, solo por detrás de Riegos y Fuerzas del Ebro, habiendo acometido ya los embalses de El Molinar (1910), Villora (1914), Guadazaón (1917), Cortes de Pallas (1922), Tranco del Lobo (1924), Batanejo (1925), La Lastra (1926), Bujioso (1927) y Millares (1932).
En 1935, su producción bruta fue de 463 MW, el 14,2% de la producción nacional. El estallido de la guerra civil española en 1936, paralizó la actividad del sector, y además gran parte de sus infraestructuras resultaron dañadas o destruidas. Por otro lado, Hidroeléctrica Ibérica había vendido todas sus acciones sobre HE, y en 1944 se fusionó con Saltos del Duero para dar lugar a Iberduero. Hidrola experimentó una paulatina recuperación, y en 1960 se convirtió en la quinta empresa más importante del país. A esta época corresponden obras hidroeléctricas como el Embalse de Embarcaderos, o termoeléctricas como la Central térmica de Escombreras, inaugurada en 1957 en el Puerto de Cartagena.
De 1957 a 1982, construyó los embalses de Valdecañas (1964), Valdeobispo y Torrejón (1966), Azután (1969), Alcántara (1970), Cedillo (1976), Gabriel y Galán y Guijo de Granadilla (1972). En 1966, procedió a la ampliación de la Térmica de Escombreras, y la construcción de la central térmica de Aceca, participada por Unión Eléctrica Madrileña (después Unión Fenosa). En 1972, puso en funcionamiento la central térmica de Castellón.
Hidroeléctrica Española afrontó la liberalización del mercado energético español como una de las cinco principales empresas del sector. En 1981, adquirió la Eléctrica de Langreo, haciéndose cargo de la central térmica de Lada, y una parte de la de Soto de Ribera.  Continuó la política de alianzas y expansión en 1985, entrando en el mercado catalán con la compra de Hidroeléctrica de Cataluña (Hidruña), compañía propietaria de varios saltos, además de participaciones en centrales térmicas y nucleares. Entró también en el accionariado de Fuerzas Eléctricas de Cataluña (FECSA), rivalizando en 1987 por el control de la compañía con Iberduero. Por otro lado, Hidrola había invertido ya en la generación de energía nuclear, con la construcción compartida con Sevillana de Electricidad de la central nuclear de Valdecaballeros, que nunca llegó a funcionar, y en la que invirtió 6 000 millones de pesetas. Hidrola participó también en la construcción de la central nuclear de Almaraz y la central nuclear de Cofrentes, a través de CENUSA, que formó con Unión Eléctrica Madrileña y Sevillana de Electricidad. En 1988 adquirió a Hidruña su participación del 28% en la nuclear Vandellós II.

## Fusión
A partir de 1990, Hidrola e Iberduero comenzaron las negociaciones encaminadas a una posible unión de sus intereses, buscando una alianza que equilibrase el mercado eléctrico, dominado en un 40% por Endesa, el mismo porcentaje que alcanzaría la fusión de ambas empresas. El acuerdo definitivo se alcanzó el 1 de mayo de 1991, y el sistema utilizado fue una OPA presentada por Iberduero para la integración de ambas sociedades. En el momento de la fusión, Hidrola disponía de 418 605 724 acciones, e Iberduero de 508 526 934; el acuerdo concretó que una acción de Iberduero tendría el mismo valor de una de la nueva empresa; mientras que 5 acciones de Hidrola equivaldrían a 4 de la misma más 250 pesetas.
El 12 de diciembre de 1992 se constituyó legalmente la empresa fruto de la fusión, que llevaría un nombre compuesto por los de las dos anteriores: Iberdrola. Este acto supuso también la absorción de las filiales de ambas sociedades: Eléctrica de Langreo, Electra de Logroño, Vitoriana de Electricidad, Fuerzas Eléctricas de Navarra, Compañía Eléctrica del Urumea, Centrales Térmicas del Norte (Terminor) y Edificaciones Iberoamericanas.

## Presidentes de la compañía
- Lucas de Urquijo Urrutia (1907-1910)[21]
- José Luis de Oriol y Urigüen (1910-1911) (1936-1941)[21]
- Fernando María de Ybarra (1911-1936)[21]
- José María de Oriol y Urquijo (1941-1960)[21]
- Íñigo de Oriol Ybarra (1960-1992)[21]